# Ensam hemma-serien
Ensam hemma (engelska: Home Alone) är en amerikansk filmserie bestående av tre biograffilmer, och tre TV-filmer. De olika filmerna skildrar olika familjer. Serien handlar om en familj som åker på julsemester, men ett av barnen glöms kvar hemma.

## Filmer
| Titel                            | Årtal |
| -------------------------------- | ----- |
| Ensam hemma                      | 1990  |
| Ensam hemma 2 - vilse i New York | 1992  |
| Ensam hemma igen                 | 1997  |
| Ensam hemma 4                    | 2002  |
| Ensam hemma: Julkuppen           | 2012  |
| Home Sweet Home Alone            | 2021  |

### Fotnoter
1. ↑  ”'Home Alone: Alone In The Dark:' Fifth Installment of Franchise in the Works” (på engelska). Huffington Post. 16 mars 2012. http://www.huffingtonpost.com/2012/03/16/home-alone-5-alone-in-the-dark_n_1353974.html. Läst 26 december 2015.